# Larry Ayuso
Pour les articles homonymes, voir Ayuso.
Elias Larry Ayuso, né le 27 mars 1977 à San Juan, est un joueur puis entraîneur portoricain de basket-ball, évoluant au poste d'arrière.

## Biographie
Vivant à New York depuis que son père a abandonné sa famille alors qu'il était âgé de 9 ans, il vit de vols et vente de drogue jusqu'à la mort de son frère dans des combats de rue. Il saisit la chance que le basket-ball lui offre en jouant pour les Trojans d'USC en NCAA.
Cela lui permet ensuite de jouer en professionnel, tout d'abord dans son pays d'origine, puis il est même recruté par les Spurs de San Antonio en 2001, mais il est coupé après un mois.
Avec sa sélection nationale, il participe aux Jeux olympiques de 2004 à Athènes, terminant à la sixième place, éliminé en quart par l'Italie, après avoir battu la sélection américaine en poule.

## Club
- 1996-1997 :  Piratas de Quebradillas (BSN)
- 1998-1999 :  Trojans d'USC (NCAA)
- 1999 :  Piratas de Quebradillas (BSN)
- 2000-2001 :  Atléticos de San Germán (BSN)
- 2001-2002 :  Sutor Montegranaro (LegA)
- 2002 :  Atléticos de San Germán (BSN)
- 2002-2003 :  Hoops de Grand Rapids (CBA)
- 2003 :  Ionikos Nea Filadelfeia (ESAKE)
- 2003 :  Atléticos de San Germán (BSN)
- 2003-2004 :  Beşiktaş JK (TBL)
- 2005 :  Capitanes de Arecibo (BSN)
- 2005-2006 :  Žalgiris Kaunas (LKL)
- 2006 :  Capitanes de Arecibo (BSN)
- 2006-2007 :  KK Split
- 2007 :  Cangrejeros de Santurce (BSN)
- 2007-2008 :  Cibona Zagreb
- 2008 :  Cangrejeros de Santurce (BSN)
- 2008-2009 :  Energy de l'Iowa (D-League)
- 2009 :  Cangrejeros de Santurce (BSN)
- 2010-2012 :  Capitanes de Arecibo (BSN)
- 2012 :  Huracanes del Atlántico (BSN)
- 2013-2014 :  Mets de Guaynabo (BSN)
- 2014 :  Vaqueros de Bayamón (BSN)
- depuis 2015 :  Mets de Guaynabo (BSN)

## Palmarès

### En club
- 4× BSN champion (2005, 2007, 2010, 2011)
- 2× BSN Finals MVP (2007, 2010)
- BSN Most Outstanding Player (2005)
- 4× BSN All-Star (2006–2008, 2010)
- 3× BSN First team (2005, 2010, 2012)
- 9× BSN three pointers leader (2003, 2005–2011, 2015)

### Sélection nationale
- 7e du Championnat du monde 2002
- 6e des Jeux olympiques de 2004 à Athènes
- 17e du Championnat du monde 2006 au Brésil